# Frédéric Cloutier
Frédéric Cloutier (Saint-Honoré, 14 maggio 1981) è un allenatore di hockey su ghiaccio ed ex hockeista su ghiaccio canadese naturalizzato italiano, di ruolo portiere.

## Carriera

### Club
Cloutier iniziò la sua carriera giovanile nel 1998 nell'Acadie-Bathurst Titan in QMJHL, con cui giocò per due annate. Per la stagione 2000-2001 rimase sempre nella stessa lega, ma si trasferì agli Shawinigan Cataractes.
Nel 2001-2002 esordì nel professionismo con i Louisiana Icegators, squadra dell'ECHL. Da Rookie risultò il miglior portiere della lega. Per le due stagioni successive si divise tra gli IceGators e gli Houston Aeros in AHL, squadra affiliata ai Minnesota Wild.
Nel 2004 Cloutier venne ingaggiato dai Pensacola Ice Pilots disputando un'altra buona stagione in ECHL.
Nell'autunno del 2005 partecipò al training camp dei New York Islanders. Al termine del camp fu dirottato per tutta la stagione ai Bridgeport Sound Tigers squadra di AHL, ma disputò anche alcuni incontri in ECHL sempre con gli Ice Pilots. Nel gennaio 2006 gli Islanders si avvalsero delle sue prestazioni, ma non riuscì ad esordire in NHL.
Nel 2006-2007 giocò prevalentemente in UHL con i Rockford IceHogs. Nel novembre 2006 siglò un accordo con i Milwaukee Admirals in AHL giocando soltanto tre match.
Nel 2007 Cloutier giunse in Italia ingaggiato dal Ritten Sport, squadra della Serie A, con i quali rimase per quattro stagioni. Tra il 2009 e il 2010 conquistò due Supercoppe italiane e la Coppa Italia.
Nel 2011 rientrò in Canada disputando un solo incontro con i Sorel-Tracy Carvena HC in LNAH. 
Nel mese di novembre dello stesso anno si trasferì nella EBEL firmando un contratto annuale con i Graz 99ers.  Terminato il campionato disputò un incontro con i Saint-Georges Cool FM in LNAH. Nel marzo 2012 prolungò il suo contratto per un'altra stagione con il Graz 99ers.
La stagione successiva siglò un accordo con gli SB Rosenheim, squadra della DEL2, la seconda lega tedesca. L'avventura durò solo pochi mesi: a dicembre si trasferì ai rivali dei Bietigheim Steelers.
Per la stagione 2014-2015 Cloutier si trasferì in Finlandia firmando un contratto annuale con il KooKoo, squadra della Mestis. Nel dicembre 2014 fu ceduto per due partite in prestito all'HIFK in Liiga, senza scendere sul ghiaccio. A seguito delle buone prestazioni prorogò il proprio accordo con il KooKoo che, per il campionato successivo, ottenne il diritto di partecipare alla Liiga.
Nell'estate del 2016 si trasferì all'Asiago Hockey, squadra iscritta alla neonata Alps Hockey League. Rimase con gli stellati per tre stagioni, vincendo l'edizione 2017-2018 dell'Alps Hockey League.
Ad agosto 2019 venne chiamato dall'Hockey Club Bolzano per sostituire a gettone l'infortunato goalie titolare Leland Irving in alcune gare di precampionato, visto che la squadra non aveva ancora tesserato un secondo portiere.
Terminato l'impegno col Bolzano, rimase alcuni mesi senza squadra, finché, il 27 dicembre successivo venne nuovamente chiamato dall'Asiago per sostituire l'infortunato Gianluca Vallini, con un contratto di durata mensile.
Rimase senza squadra fino al dicembre 2020, quando venne messo sotto contratto a gettone dall'Hockey Club Bolzano, per fare fronte al nuovo infortunio di Leland Irving. Funse quindi da secondo di Justin Fazio e, dopo che anche questi si infortunò, di Andreas Bernard, riuscendo comunque a giocare un incontro, contro i Bratislava Capitals.
Rientrati i portieri titolari (l'ultima presenza fu il 9 gennaio 2021), Cloutier passò all'Hockey Unterland Cavaliers, nella seconda serie italiana.
Con la squadra della Bassa Atesina vinse la Coppa Italia 2020-2021 e giunse in semifinale in campionato.
Al termine della stagione passò all'Hockey Club Merano, squadra debuttante in Alps Hockey League. Con gli altoatesini giocò per due stagioni: nell'estate del 2023 annunciò il proprio ritiro; l'ultimo incontro giocato fu il 20 agosto 2023, un incontro di precampionato tra il Merano e il Bolzano.

### Nazionale
Cloutier nel 2010 fu convocato da Mark Messier nella Nazionale canadese per un match in preparazione alla Coppa Spengler. In quell'occasione subentrò a Matt Zaba nella seconda frazione di gioco.
Nel 2016 acquisì il passaporto italiano e di conseguenza ottenne il diritto di poter essere convocato con il Blue Team. L'esordio avvenne in aprile nell'incontro amichevole con l'Austria. Nello stesso mese partecipò al mondiale di Prima Divisione disputotosi in Polonia, in cui l'Italia riuscì a guadagnarsi la promozione in Top Division.

## Vita privata
.Di madrelingua francese e inglese, parla anche il tedesco e l'italiano.
Gli zii Norm e Gilles Gratton sono ex giocatori della NHL.
Cloutier ha 2 figlie, Michelle e Selina  

## Palmarès

### Club
- Coppa Italia: 2

Renon: 2009-2010
Unterland: 2020-2021
- Supercoppa italiana: 2

Renon: 2009, 2010
- Alps Hockey League: 1

Asiago: 2017-2018
- Campionato italiano: 1

Asiago: 2019-2020

### Individuale
- ECHL All-Rookie Team: 1

2001-2002
- ECHL First All-Star Team: 1

2001-2002
- ECHL Goaltender of the Year: 1

2001-2002
- ECHL Most Valuable Player: 1

2001-2002
- ECHL Rookie of the Year (John A. Daley Trophy)

2001-2002
- ECHL Goaltender of the Month (November) : 1

2003-2004
- ECHL Second All-Star Team

2004-2005
- Miglior media reti subite della QMJHL (Jacques Plante Trophy): 1

2000-2001 (2.50)
- Miglior percentuale di salvataggi della Mestis: 1

2014-2015 (92,6%)
- Miglior percentuale di salvataggi della Serie A: 1

2016-2017 (94,1%)
- QMJHL First All-Star Team: 1

2000-2001